# 省母乡
省母乡，是中华人民共和国四川省甘孜藏族自治州稻城县下辖的一个乡镇级行政单位。

## 行政区划
省母乡下辖以下地区：
省母村、冉子村、查花村、各瓦村、毕光村、茹子村和日火村。